# 竹海村
竹海村（ちっかいむら）は、福岡県山門郡にあった村。現在のみやま市の一部。

## 地理
矢部川支流の飯江川中・上流域に位置していた矢部川下流左岸の平野に位置していた。

## 歴史
- 1889年（明治22年）4月1日 - 町村制の施行により、山門郡海津村、竹飯村（大部分）が合併して村制施行し、竹海村が発足[1][2]。竹飯村の残りの区域（字大手畑、小柳、山本）は三池郡岩田村田尻に加わった[3]。
- 1907年（明治40年）1月1日 - 山門郡富原村、万里小路村、緑村（一部、大字清水・河原内）と合併して山川村を新設して廃止された[1][2]。